# Засада у Тонго-Тонго
Засада у Тонго-Тонго — засада, устроенная 4 октября 2017 года у населённого пункта Тонго-Тонго в Нигере боевиками из группировки ИГСС на нигерских солдат и американских спецназовцев, когда те возвращались на свою базу после миссии по сбору информации о местонахождении лидера ИГСС Аднана Абу Валида ас-Сахрави.

## Предыстория
В январе 2013 года представитель Нигера сообщил агентству Рейтер, что Биса Уильямс, тогдашний посол Соединённых Штатов в Нигере, попросила разрешения создать базу БПЛА на встрече с президентом Нигера Махамаду Иссуфу. 5 февраля 2013 года официальные лица Нигера и США заявили, что обе страны подписали соглашение о статусе сил, которое позволило развернуть разведывательные беспилотники. В тот же месяц президент США Барак Обама отправил в Нигер 150 военнослужащих для помощи Франции в борьбе с терроризмом в конфликте на севере Мали.
В октябре 2015 года Нигер и США подписали военное соглашение, обязывающее обе страны «работать вместе в борьбе с терроризмом». Инструкторы из спецназа армии США (обычно называемого «зелёными беретами») осуществляли обучение и подготовку солдат для ВС Нигера для борьбы с террористами из соседних стран. В октябре 2017 года в Нигере насчитывалось около 800 военнослужащих США, большинство из которых работало над созданием второй базы БПЛА для американских и французских самолётов в Агадезе. Ожидается, что строительство базы будет завершено в 2018 году, что позволит США проводить надзорные операции с Reaper General Atomics MQ-9 для мониторинга военных операций ИГ, происходящих на юге и других экстремистских формирований к северу от региона Сахеля.
В 2015 году Исламское государство в Большой Сахаре было создано Аднаном Абу Валидом аль-Сахрави, который был представителем и старшим руководителем Движения за единство и джихад в Западной Африке (ДЕДЗА), являющейся частью Аль-Каиды в странах исламского Магриба. В августе 2013 года ДЕДЗА объединилось с аль-Мурабитун, которая поклялся в верности эмиру Аль-Каиды Айману аль-Завахири. В мае 2015 года Сахрави выступил от имени аль-Мурабитун и пообещал свою преданность Исламскому государству и его руководителю Абу Бакру аль-Багдади. Однако декларация не была признана лидером группы Мохтаром Белмохтаром и сторонниками «Аль-Каиды», создав раскол в группе. По данным Министерства обороны Соединённых Штатов, лидеры ИГ в Сирии признали преданность Сахрави через свое агентство новостей Amaq, но ИГСС «официально не признан официальным подразделением ИГ». Первая подтвержденная атака ИГСС была проведена 2 сентября 2016 года, когда бойцы напали на таможенный пост в Маркее, Буркина-Фасо, нападение, которое привело к потери одного пограничника и гражданских лиц.
По данным Управления Организации Объединённых Наций (УООН) по координации гуманитарных вопросов, с начала 2016 года в районах Тахуа и Тиллабери Нигера произошло по меньшей мере 46 нападений боевиков. УООН также сообщило, что семь районов в двух регионах находились в состоянии чрезвычайного положения с марта 2017 года, и правительство продлило чрезвычайное положение ещё на три месяца до 18 сентября. В июне 2017 года ВС Нигера начали военную операцию по восстановлению безопасности в Тиллабери.

## Засада

### Предшествующие события
3 октября 2017 года двенадцать американских спецназовцев из 3-й группы специального назначения (3rd Special Forces Group) сопровождали тридцать нигерийских солдат из батальона безопасности и разведки (Bataillon Sécurité et de Renseignement или BSR) в рамках гражданской разведывательной миссии по сбору информации вблизи Тонго-Тонго в районе Тиллабери в Нигере. В видеоролике, записанном перед засадой, молодые люди едут на мотоциклах, вооружённые винтовками и пулемётами, высказывают исламистские лозунги и говорят о том, что они сделают в том случае, если они захватят солдат, причём один из них говорит, что обезглавит их. Американцы передвигались на двух вооружённых техничках и одном невооружённом Toyota Land Cruiser. Четвёртое транспортное средство было предоставлено нигерцам Центральным разведывательным управлением, на борту которого имелось специализированное оборудование для наблюдения.
4 октября группа разведки встретилась с местными лидерами и попросила их предоставить информацию о местонахождении сообщника Аднана Абу Валида аль-Сахрави. Солдаты США были разделены на две группы: одна группа осталась в стороне от боестолкновений и охраняла транспортные средства, а другая группа была на совещании с местными представителями. Однако встреча продолжалась длительное время, что вызвало у группы, охраняющей транспортные средства, подозрения о том что что-то не так, особенно когда они увидели, как из деревни уехали два мотоциклиста. В тот момент разведгруппа начало подозревать, что местный лидер является сообщником ИГСС. По завершении встречи солдаты возвратились к остальной охраняющей части подразделения и к их небронированным автомобилям.

### Бой
В то время как солдаты возвращались на базу, около пятидесяти вооруженных боевиков ИГСС, которых, как полагают, возглавлял лейтенант террористической группы Dundou Chefou, имеющий американское кодовое имя «Naylor Road», начали атаку. Боевики, прибывшие на десяти техничках и двадцати мотоциклах, были вооружены стрелковым оружием, часть из которого установлена на транспортных средствах, гранатометами и минометами. Конвой разведгруппы прошел двести ярдов от деревни и попал в засаду в результате которой сразу было потеряно два автомобиля. По словам солдата Нигера, который был ранен в засаде, боевики отправили большое стадо коров в конвой, а затем атаковали под прикрытием появившегося пыльного облака. Руководитель команды, капитан Майкл Перозени и радиооператор сержант первого класса Брент Бартлес были ранены. Нигерцы, оставив убитых и раненых на поле боя, отступили. Американские спецназовцы использовали свои транспортные средства для укрытия от плотного огня противника и время от времени перебегали между ними на короткие расстояния. Старший сержант Брайан Ч. Блэк, медик разведгруппы, был первым убитым американцем. Вооруженные только штурмовыми винтовками, бойцы спецназа отстреливаясь убили нескольких нападавших.
Сержант Ла Дэвид Джонсон оказался изолирован от остальной части команды и был убит после 18 попаданий из карабинов М4 и пулеметов советского производства, Вместе с ним были убиты два солдата из Нигера, которые не смогли отступить.
Уже через несколько минут после начала боя разведывательный БПЛА США снял на видео боестолкновение. Полчаса спустя французским реактивным самолётам Mirage было приказано атаковать боевиков, и они прибыли на место примерно через два часа. Несмотря на то, что теперь появилась воздушная поддержка, французские лётчики не могли участвовать, потому что они не могли легко идентифицировать союзные силы от противника. Тем не менее, присутствие истребителей сыграло свою роль и боевики отступили. CNN и Le Monde сообщили, что два французских вертолета Super Puma были передислоцированы из Мали для эвакуации убитых и раненых, но представитель AFRICOM Робин Мак сказал, что Berry Aviation, независимый подрядчик, был «в состоянии повышенной готовности во время инцидента и проводил эвакуацию и транспортировку жертв США и их союзников». В течение трёх-четырёх часов после того, как бойцы спецназа США запросили поддержки, на место происшествия прибыла французская команда специальных операций.

### Последствия
Один американский спецназовец был убит в пикапе, два других американца были на земле, один из которых сжимал рацию. 6 октября тело Ла Дэвида Джонсона было обнаружено детьми, пасущими крупный рогатый скот. Его тело было почти в миле (1,6 км) от места засады.
Конгрессмены США обнаружили, что «бесконечная война» без их ведома ведётся в ещё одной стране.

## Потери

### США и Нигера
Всего: 9 убитых, 10 раненых.
- Нигер: 5 убитых, 8 раненых[27].
- США: 4 убитых, 2 раненых[3].

### ИГ
Всего: минимум 21 убитый (согласно данным США).